# Edmundo del Águila Herrera
Edmundo del Águila Herrera (Lima, Perú; 9 de abril de 1974) es un profesor, economista y político peruano. Fue Congresista de la República por Lima (2016-2019) por Acción Popular.

## Biografía
Nació en Lima el 9 de abril de 1974. Hijo del exdiputado Edmundo del Águila Morote.
Realizó sus estudios escolares en la IE Inmaculada.
Estudió Economía y negocios en la Universidad de Lima durante 1989 y 1997. Obtuvo magister en Southern New Hampshire University de Estados Unidos. También estudió educación en la Universidad San Ignacio de Loyola.
Trabajó en INDECOPI de 2001 hasta 2005. Fue gerente general de WVU Educación desde 2006. Fue profesor de la Universidad ESAN en 2015.

## Carrera política
En las elecciones municipales de 2010 fue candidato de Acción Popular por La Molina, donde quedó en séptimo lugar con 2 508 votos, y no llevó regidores a la alcaldía.
En 2014 se postuló por Acción Popular a la Alcaldía de Lima por las elecciones municipales de Lima de 2014, donde quedó en undécimo lugar con 53 256 votos.
Se postuló como congresista en las elecciones parlamentarias de Perú de 2016 por Acción Popular, donde salió electo con 48 709 votos.
Fue precandidato presidencial por Acción Popular para las elecciones generales de Perú de 2021, donde no salió electo para ser candidato presidencial.
En las elecciones municipales de 2022 fue candidato de Acción Popular por La Molina, donde quedó en sexto lugar con 5 039 votos, y no llevó regidores a la alcaldía.